# Wilmore, Kansas
Wilmore là một thành phố thuộc quận Comanche, tiểu bang Kansas, Hoa Kỳ. Năm 2010, dân số của xã này là 53 người.

## Dân số
Dân số các năm:
- Năm 2000: 57 người
- Năm 2010: 53 người